# Aspseek
Aspseek es un buscador de Internet de código libre desarrollado por SWsoft.
Aspseek puede almacenar algunos millones de direcciones URL y buscar por palabras y frases, usando caracteres de comodín y una búsqueda booleana. Los resultados de la búsqueda pueden ser limitados a un período, sitio web o varios sitios y además ser ordenados por relevancia, usando PageRank.
ASPseek se encuentra optimizado para varios sitios, además de trabajar con varios métodos de codificaciones y compactarlos para trabajar toda la información con el modo UTF8.
El motor de búsqueda está programado en C++ usando la biblioteca STL y usa una mezcla de base de datos y archivos binarios para el almacenamiento de la información.